# Rundfunkjahr 1943

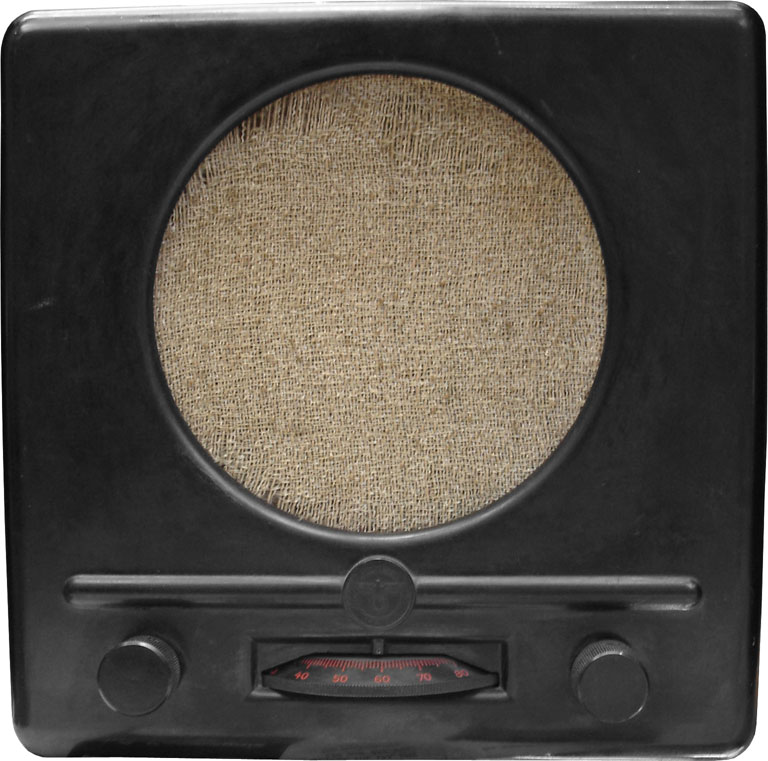
Volksempfänger, Typ DKE38 (gebaut von 1938 bis 1945)

Liste der Rundfunkjahre

◄◄ | ◄ | 1939 | 1940 | 1941 | 1942 | Rundfunkjahr 1943 | 1944 | 1945 | 1946 | 1947 | ► | ►►

Weitere Ereignisse

## Allgemein
- Im besetzten Paris veröffentlicht Jean-Paul Sartre sein philosophisches Hauptwerk Das Sein und das Nichts.
- 13. April – Durch einen Bericht des Großdeutschen Rundfunks wird das Massaker von Katyn an polnischen Militärs, Politikern und Intellektuellen durch das sowjetische Innenministerium (NKWD) bekannt.
- 19. April – Beginn des Aufstandes im Warschauer Ghetto.
- Juni – In Los Angeles kommt es zu den Zoot Suit Riots gegen Mexiko-Amerikaner.
- 25. Juli – Sturz Mussolinis nach der Landung der Alliierten auf Sizilien.

## Hörfunk
- US-Präsident Franklin D. Roosevelt wendet in diesem Jahr mit insgesamt vier Kamingesprächen ("Fireside Chats") an die Bevölkerung der USA. Am 2. Mai spricht er über die Kohlenkrise (On The Coal Crisis), am 28. Juli über den Fortgang des Krieges und die Zeit nach dem Krieg (On Progress of War and Plans for Peace), am 8. September über Kriegskredite (Opening Third War Loan Drive) und 24. Dezember über die Ergebnisse der Kriegskonferenzen in Teheran und das Treffen der Combined Chiefs of Staff in Kairo (On Teheran and Cairo Conferences).
- Nach der Operation Husky, der Invasion Siziliens und Süditaliens sowie der Besetzung der Insel Capri im Golf von Neapel durch US-amerikanische, britische sowie kanadische Verbände erhält das von Ralph Maria Siegel getextete Lied Capri-Fischer (Wenn bei Capri die Rote Sonne im Meer versinkt) Spielverbot im deutschen Rundfunk. Somit tritt das Lied erst einige Jahre später seinen Siegeszug als deutscher "Italienschlager" an.
- 18. Februar – Reichspropagandaminister Joseph Goebbels hält im Berliner Sportpalast vor ausgewählten Publikum aus NS-Parteifunktionären und anderen regimetreuen Personen die Sportpalastrede, bei der er zum Totalen Krieg aufruft. Die Rede gilt nach der verlorenen Schlacht von Stalingrad als einer der (propagandistischen) Wendepunkte des Krieges.
- 25. März – Auf dem US-Sender NBC Red Network ist die erste Folge der Jimmy Durante und Garry Moore Show zu hören.
- 27. März – Die Comedyreihe Blue Ribbon Town mit Groucho Marx hat ihre Premieren auf CBS.
- 13. April – Durch eine Meldung des Großdeutschen Rundfunks wird das Massaker von Katyn bekannt gemacht.
- 1. Juli – Radio Monte Carlo nimmt als deutscher Propagandasender seinen Betrieb auf.
- 23. September – Nur kurze Zeit nach seiner Befreiung durch deutsche Fallschirmjäger ruft der ehemalige italienische Diktator Mussolini über den in Norditalien gut empfangbaren Reichssender München die Italienische Sozialrepublik (Repubblica Sociale Italiana), ein unter deutschen Schutz stehender faschistischer Staat in Norditalien aus.
- 24. Oktober – Der Soldatensender Calais geht in Betrieb.
- 24. Dezember – Der Deutschlandsender gestaltet zum vierten und letzten Mal eine Weihnachtsringsendung.

## Fernsehen
- Gründung der US-amerikanischen Fernsehgesellschaft American Broadcasting Company (ABC), die 1947 ihren regelmäßigen Sendebetrieb aufnimmt.
- 7. Mai – In der besetzten französischen Hauptstadt nimmt der Fernsehsender Paris seinen Programmbetrieb auf.

## Geboren
- 2. Januar – Barış Manço, türkischer Sänger und Fernsehmoderator, wird in Istanbul geboren († 1999).
- 14. Januar – Holland Taylor, US-amerikanische Schauspielerin (‚Evelyn Harper‘ in Two and a Half Men, seit 2003) wird in Philadelphia, Pennsylvania geboren.
- 25. Januar – Dagmar Berghoff, Tagesschau-Sprecherin, wird in Berlin geboren.
- 6. Februar – Renate Roland, deutsche Schauspielerin (u. a. Acht Stunden sind kein Tag) wird in Gelsenkirchen geboren.
- 28. März – Conchata Ferrell, US-amerikanische Schauspielerin (bekannt aus Pizza Pizza – Ein Stück vom Himmel, 1988 vor allem aber als Haushälterin ‚Berta‘ in Two and a Half Men seit 2003), wird in Charleston, West Virginia geboren († 2020).
- 15. April – Achim Hebgen, deutscher Hörfunkmoderator, Musikproduzent und Leiter der SWR-Jazzredaktion, wird in Berlin geboren († 2012).
- 21. Mai – Jürgen Pooch, deutscher Schauspieler, wird in Insterburg (Ostpreußen) geboren († 1998). Pooch wurde vor allem durch die zahlreichen Fernsehübertragungen aus dem Hamburger Ohnsorg-Theater bekannt.
- 29. März – Eric Idle, britischer Schauspieler, Regisseur, Filmproduzent und Mitglied der Komikergruppe Monty Python, wird in South Shields, Vereinigtes Königreich geboren.
- 2. August – Max Wright, US-amerikanischer Schauspieler und Seriendarsteller (‚William Tanner‘ in Alf, 1986–1990), wird in Detroit, Michigan geboren († 2019).
- 8. Oktober – Chevy Chase, US-amerikanischer Schauspieler, Seriendarsteller und Entertainer, wird in Woodstock, New York geboren.
- 20. Oktober – Carlo von Tiedemann, deutscher Rundfunk- und Fernsehredakteur und Moderator, wird in Stargard, Pommern geboren († 2025).